# ALFA 40/60 HP
ALFA 40/60 HP — автомобіль виробництва компанії ALFA (італ. Anomma Lombardo Fabrica Avtomobile, тепер Alfa Romeo). Фірма випускала дану модель та її модифікації з перервами упродовж дев'яти років, з 1913 до 1922 року.

## Історична довідка
Автомобіль вироблявся як для перегонів, так і для дорожніх умов експлуатації. 40/60 HP, як і інші моделі компанії у ті роки, розробив сам Джузеппе Мерозі.
Також було створено декілька авто модифікації 40/60 HP Corsa, що мали двигун 73 к. с. (54 кВт), а максимальна швидкість становила 137 км/год. Ця модифікація відома тим, що на ній були виграні перегони Parma-Poggio di Berceto.

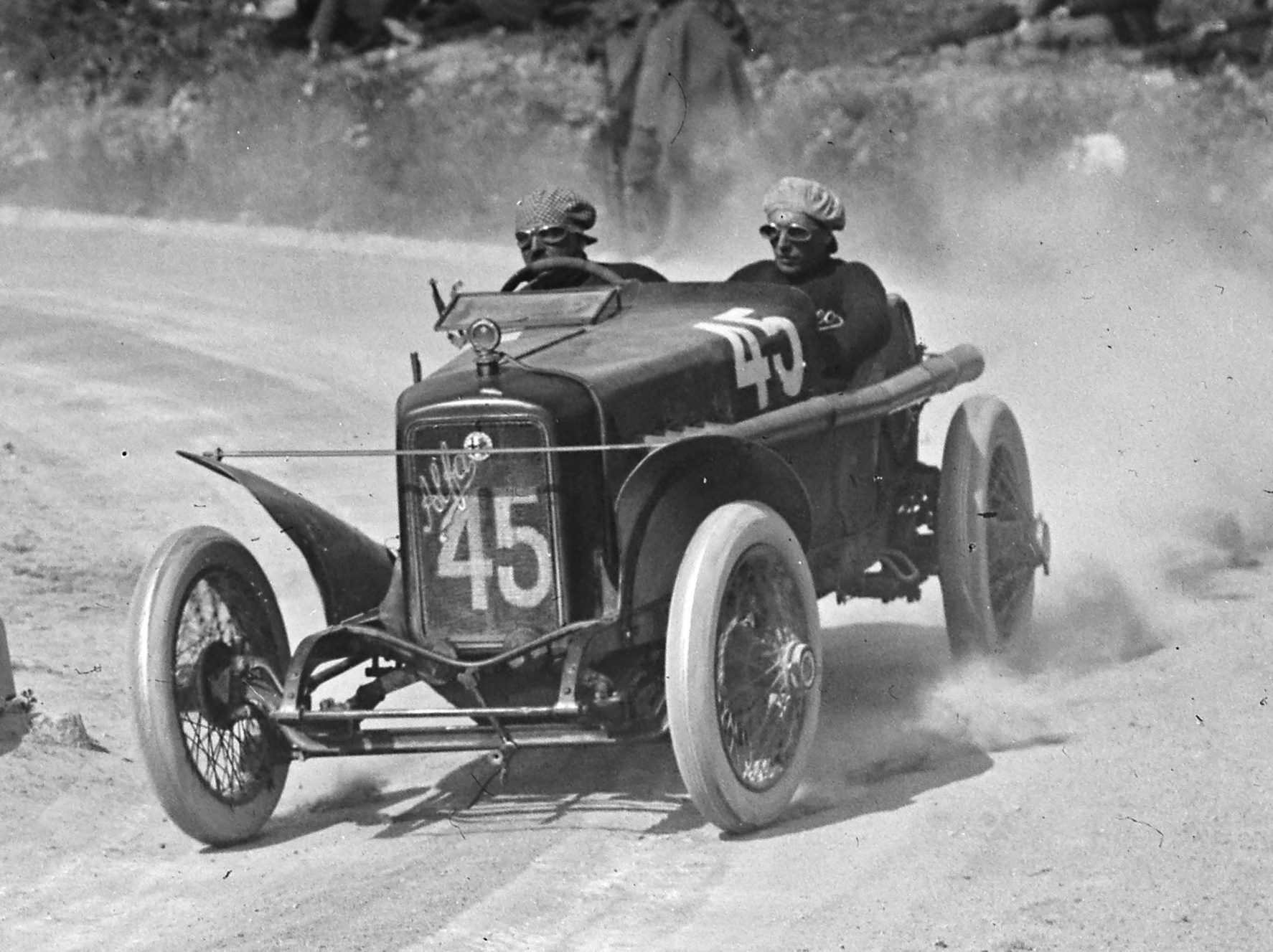
Джузеппе Кампарі на ALFA 40/60 HP Corsa на трасі Targa Florio (1922)

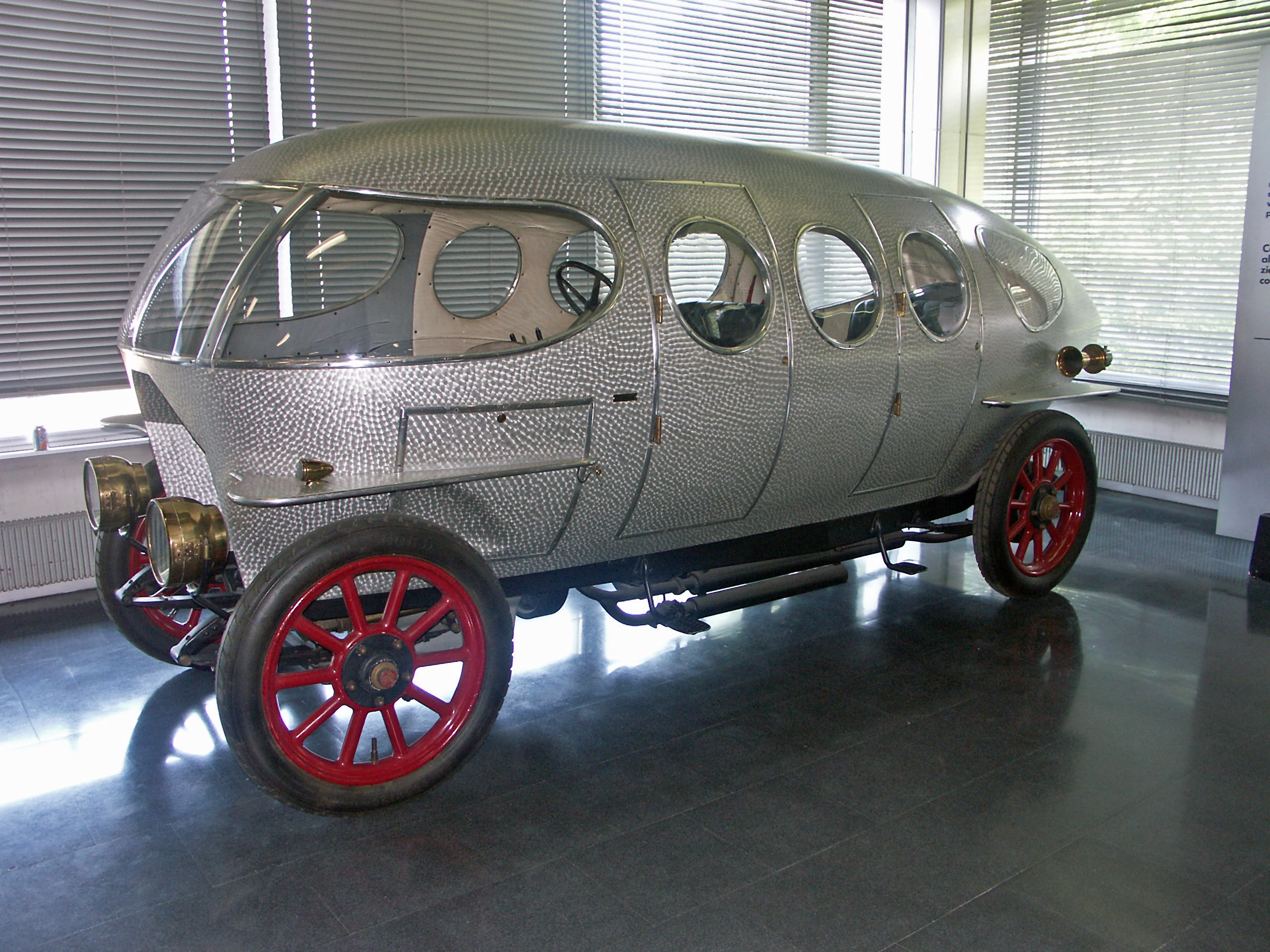
Alfa 40/60 HP Aerodinamica (копія)

У 1914-му за участю Марко Рікотті (італ. Marco Ricotti) було розроблено прототип 40/60 HP Aerodinamica. Автомобіль даної модифікації міг розганятись до 139 км/год.
Виробництво і доробки автомобіля 40/60 припинили з початком Першої світової війни, після її закінчення виробництво відновили. Була створена нова модифікація моделі автомобіля 40/60 Corsa з двигуном 82 к. с., що дозволяв разганяти авто до 150 км/год. На автомобілі цієї модифікації гонщик Джузеппе Кампарі вигравав перегони на трасі Муджелло два роки поспіль, у 1920-му та 1921-му році.
У 1913 році кузовне ательє Castagna за проектом інженера Рікотті створило на базі 40/60 HP автомобіль з незвичним кузовом краплеподібної форми, що став, по суті, прототипом мінівенів. Вікна у ньому були схожі на ілюмінатори, а салон поділявся на 2 відсіки: спереду сидів водій і один пасажир, позаду розташовувався диван для трьох пасажирів. Підвіска коліс була залежною, на напівеліптичних ресорах.